# Пир (Епир)
Вижте пояснителната страница за други личности с името Пир.
Пир I (на старогръцки: Πύρρος, в превод „огнен цвят“, „червен“, на латински: Pyrrhus; * 319/18 г. пр. Хр.; † 272 г. пр. Хр. в Аргос), е гръцки цар на Епир. Той е цар на молосите (от ок. 297 г. пр. Хр.), цар на Епир (упр. 306 – 302, 297 – 272 г. пр. Хр.) и на Древна Македония (упр. 288 – 284, 273 – 272 г. пр. Хр.). Изразът „пирова победа“ за много скъпо купена победа идва от неговото име.

## Ранни години
Пир е от династията на Еакидите. Баща му е цар Еакид, а майка му е Фтия, дъщеря на Менон IV от Фарсала в Тесалия. Той е втори братовчед на Александър Велики (по линия на майка му Олимпиада). Пир има две сестри: Дейдамея и Тройя.
Пир е само на две години, когато баща му е детрониран през 317 г. пр. Хр. Семейството получава убежище при таулантийския (илирийско племе) цар Главкия и съпругата му Бероеа, молоска принцеса. Прекарва детството си в двора на Главкия, който го осиновява. Когато е на 12 години, е заведен от втория си баща обратно в Епир и наложен за цар на молосите. Скоро след това обаче противниците му начело с Неоптолем го изгонват от страната (302 г. пр. Хр.).

## Борба с диадохите
Царството се владее от диадох Касандър. Тогава Пир се присъединява към своя зет Деметрий I Полиоркет и Антигон I Еднооки (Монофталм), като взема участие в битката при Ипса (301 г. пр. Хр.) до Фригия в Мала Азия против съперниците диадохи Касандър, Лизимах, Птолемей I Сотер и Селевк I Никатор. Понеже губят битката, Пир отива като „заложник“ при египетския цар Птолемей I Сотер. Там се отнасят с него много добре и той се жени ок. 298 г. пр. Хр. за Антигона, доведената дъщеря на царя и Береника I. С помощта на тъста си Пир печели своето царство обратно след смъртта на Касандър през през 297 г. пр. Хр. След смъртта на Антигона Пир се жени през 295 г. пр. Хр. за Ланаса, дъщеря на царя на Сиракуза Агатокъл. Тази женитба му донася остров Коркира като зестра. След други женитби с илирийски и пеонийски принцеси и войни той разширява царството си.
През 291 г. пр. Хр. жена му Ланаса не търпи това многоженство и търси закрила при Деметрий I Полиоркет, който е спечелил македонския трон. Той превзема остров Керкира (Корфу) и напада Епир. Македонците смъкват обаче Деметрий през 288 г. пр. Хр. и провъзгласяват Пир като роднина на Александър Велики за цар.
Пир трябва да отстъпи източната част на страната на Лизимах, царят на Тракия и Мала Азия. През 284 г. пр. Хр. Лизимах превзема и западната част на страната. След загубата на Лизимах през 281 г. пр. Хр. в битката при Корупедия започва отново борбата за Македония. Птолемей Керавън печели Македония и среща Пир с контингент от 5000 души и 20 военни слона, подготвен за планирания му поход в Гърция.

## Военни походи
Пир е смятан за талантлив генерал и стратег. Понеже опитът му по време на войните на диадохите да завземе Македония не успява, се отправя към Италия по молба на гръцкия град Тарент, като се пренася там с 30 000 души силна войска и с 20 военни слона. в Пировата война против Рим Пир постига няколко успеха през 280 и 279 г. пр. Хр., които са с цената на големи загуби и жертви (оттам и изразът „Пирова победа“). Пир печели победа през 279 г. пр. Хр. при Аскулум (Аускул) в Южна Италия над римляните. Той търпи там обаче толкова големи загуби, че трябва да моли победените за мир. Молбата е отхвърлена от римския сенат. Също и в Сицилия има някои успехи, където се отзовава на молбата за помощ на Сиракуза против картагенците.
Пир се връща от Сицилия обратно в Италия и през 275 г. пр. Хр. губи битката при Беневентум против римляните, което го кара да напусне Италия и да се върне обратно в Епир.
През 272 г. пр. Хр. той тръгва с Клеоним против Спарта. Пир не успява да превземе града и се оттегля. При намесата му в гражданската война в град Аргос е убит.

## Семейство
Цар Пир е женен пет пъти. Първата му съпруга от 300 или 298 г. пр. Хр. е Антигона, дъщеря на Береника I и доведена дъщеря на египетския цар Птолемей I Сотер. Двамата имат дъщеря Олимпия. След смъртта на Антигона той се жени 295 г. пр. Хр. за Ланаса, дъщеря на Агатокъл, и има два сина, Александър II, който го последва на трона през 272 г. пр. Хр., и вероятно Хелен (Helenus).
Неговата трета съпруга е дъщеря на Авдолеон, цар на Пеония; неговата четвърта съпруга е илирийската принцеса Бирцена, дъщеря на цар Бардилис II (упр. 295 – 290 г. пр. Хр.). Петата му съпруга е дъщеря на Птолемей Керавън, с която се жени през 281/280 г. пр. Хр.